# Alessandro Golinucci
Alessandro Golinucci (sinh ngày 10 tháng 10 năm 1994) là một cầu thủ bóng đá người San Marino đang thi đấu ở vị trí tiền vệ cho câu lạc bộ Virtus và Đội tuyển bóng đá quốc gia San Marino.